# 肯达
肯达（Kenda），是印度西孟加拉邦Barddhaman县的一个城镇。據2001年當地普查总人口為14517人。

## 人口
该地2001年总人口14517人，其中男性7991人，女性6526人；0—6岁人口1914人，其中男1003人，女911人；识字率62.20%，其中男性为71.46%，女性为50.86%。